# Rennertshofen
Rennertshofen er en købstad (Markt) i Landkreis Neuburg-Schrobenhausen i Regierungsbezirk Oberbayern, i den tyske delstat Bayern. Den ligger i nærheden af Neuburg an der Donau og omkring 35 km vest for Ingolstadt.
I udkanten af byen løber floden Ussel, kort før den munder ud i Donau.

## Geografi
Rennertshofen ligger i Planungsregion Ingolstadt.

### Inddeling
Ud over Rennertshofen (1.696 indbyggere), ligger i kommunen disse landsbyer og bebyggelser: Altstetten (38 indb.), Ammerfeld (177 indb.), Asbrunn, Bertoldsheim (756 indb.), Dittenfeld, Ellenbrunn (71 indb.), Emskeim (128 indb.), Erlbach (83 indb.), Hatzenhofen (258 indb.), Hütting (321 indb.), Kienberg (81 indb.), Mauern (89 indb.), Riedensheim (208 indb.), Rohrbach (182 indb.), Siglohe, Stepperg (662 indb.), Treidelheim (154 indb.) und Trugenhofen (118 indb.).